# Hans Schäfer
Johann Schäfer (Colonia, 19 de octubre de 1927-Colonia, 7 de noviembre de 2017) fue un futbolista alemán que se desempeñó primeramente como extremo izquierdo y más tarde creador de juego, jugó más de 506 partidos para el F.C. Colonia, siendo considerado el jugador más influyente y la personalidad más destacada de la historia del club.Jugó para Alemania Occidental participando en tres Copas del Mundo consagrando por primera vez a Alemania como campeona del Mundo en la edición de la Copa Mundial de Fútbol de 1954 ante Hungría.

## Carrera
Hans Schäfer nació en Zollstock, Colonia. Jugó en el F. C. Colonia toda su carrera, entre 1948 y 1965. Logró ser incluido en el "Hall of Fame" del F. C. Colonia, siendo el primer jugador en ser incluido en la lista, logró dicho mérito al disputar 506 juegos para el club y anotar 306 goles.Convirtiéndose así en el máximo artillero de su equipo.Fue escogido Futbolista del año(Alemán) en 1963, a la edad de 35 años. Hans logró levantar varios títulos con su club, ganó el campeonato alemán de fútbol en 1962 y 1964.
| Club    | País     | Año       | PJ  | Goles |
| ------- | -------- | --------- | --- | ----- |
| Colonia | Alemania | 1948-1965 | 506 | 306   |

En el ámbito internacional, el delantero disputó 39 partidos para la selección de Alemania Occidental en los que logró anotar 15 tantos, 7 de ellos en Copas del mundo. se proclamó con el título de la Copa Mundial de la FIFA en 1954 ante Hungría.

## Selección nacional
Fue internacional con la Selección de fútbol de Alemania donde jugó 39 partidos internacionales y anotó 15 goles por dicho seleccionado. Incluso participó con su selección en tres Copas Mundiales.
Schäfer debutó en la selección en noviembre de 1952 ante Suiza,anotando un "doblete" en su debut y jugando el primero de 39 partidos internacionales que disputó con Alemania Occidental. El delantero alemán logró obtener la titularidad indiscutida después de anotar un "hat-trick" frente a España el 14 de junio de 1953.

### Participaciones en Copas del Mundo
La primera Copa del Mundo en que Schäfer participó fue en la edición de Suiza 1954, donde fue una parte crucial de aquella plantilla, el delantero anotó cuatro goles, los mismos que los históricos alemanes Helmut Rahn y Ottmar Walter.El momento más importante de la carrera de Hans Schäfer se desarrolló en "El Milagro de Berna" en aquel partido frente a Hungría, Hans logra un pase que le valío a Helmut Rahn para anotar y proclamar a su selección con la Copa Mundial de Fútbol de 1954 ".El locutor de radio Helbert Zimmermann inmortalizó la jugada.

"Jetzt Deutschland am linken Flügel durch Schäfer, Schäfers Zuspiel zu Morlock wird von den Ungarn abgewehrt, und Bozsik, immer wieder Bozsik, der rechte Läufer der Ungarn am Ball. Er hat den Ball verloren diesmal gegen Schäfer, Schäfer, nach innen geflankt, Kopfball, abgewehrt, aus dem Hintergrund müsste Rahn schießen, Rahn schießt, Tor! Tor! Tor! Tor!"
"Alemania avanza por el costado izquierdo con Schäfer. El pase de Schäfer a Morlock es bloqueado por los húngaros, una y otra vez Bozsik, el carrilero derecho de Hungría, se hace con el balón… Pero esta vez lo pierde, ante Schäfer. Schäfer centra, despejan de cabeza, Rahn debería disparar desde atrás, ¡Rahn dispara! ¡Gooool! ¡Gooool! ¡Gooool! ¡3-2 para Alemania!"
Helbert Zimmermann

La segunda participación fue en Suecia 1958, donde fue capitán de la selección alemana que acabó en el cuarto lugar y Schäfer anotó 3 goles. La última Copa del Mundo en la que Schäfer participó fue en la edición de Chile 1962, gracias a la convocación de Sepp Herberger entrenador de Alemania Occidental.Volvió como capitán a la selección, donde su carrera internacional llegó a su fin en el partido de cuartos de final contra Yugoslavia, su selección quedó eliminada.
| Mundial                        | Sede   | Resultado        | PJ | Goles |
| ------------------------------ | ------ | ---------------- | -- | ----- |
| Copa Mundial de Fútbol de 1954 | Suiza  | Campeón          | 5  | 4     |
| Copa Mundial de Fútbol de 1958 | Suecia | Cuarto lugar     | 6  | 3     |
| Copa Mundial de Fútbol de 1962 | Chile  | Cuartos de final | 4  | 0     |

## Estadísticas

### Clubes
| Clubes | Temporadas    | Liga  | Liga  | Liga   | Copas nacionales | Copas nacionales | Copas nacionales | Copas internacionales | Copas internacionales | Copas internacionales | Total | Total | Total  | Media goleadora |
| Clubes | Temporadas    | Part. | Goles | Asist. | Part.            | Goles            | Asist.           | Part.                 | Goles                 | Asist.                | Part. | Goles | Asist. | Media goleadora |
| --- | ------------- | ----- | ----- | ------ | ---------------- | ---------------- | ---------------- | --------------------- | --------------------- | --------------------- | ----- | ----- | ------ | --------------- |
| F.C. Colonia Alemania | 1948-66       | 395   | 243   | 10     | 64               | 24               | 1                | 5                     | 1                     | 0                     | 464   | 268   | 11     | 0.57            |
| Total carrera | Total carrera | 395   | 243   | 10     | 64               | 24               | 1                | 5                     | 1                     | 0                     | 464   | 268   | 11     | 0.57            |
| 1. ↑ Incluye datos de la Oberliga West, Dt. Meisterschaft, Fairs Cup, DFB-Pokal , Western German Cup, Bundesliga. 2. Incluye datos de la European Cup 3. No incluye datos de partidos amistosos |               |       |       |        |                  |                  |                  |                       |                       |                       |       |       |        |                 |

### Selección nacional
| Equipo              | Amistosos internacionales | Amistosos internacionales | Amistosos internacionales | Clasificatoria a la Copa del Mundo | Clasificatoria a la Copa del Mundo | Clasificatoria a la Copa del Mundo | Copa del Mundo | Copa del Mundo | Copa del Mundo | Total | Total | Total  | Media goleadora |
| Equipo              | Part.                     | Goles                     | Asist.                    | Part.                              | Goles                              | Asist.                             | Part.          | Goles          | Asist.         | Part. | Goles | Asist. | Media goleadora |
| ------------------- | ------------------------- | ------------------------- | ------------------------- | ---------------------------------- | ---------------------------------- | ---------------------------------- | -------------- | -------------- | -------------- | ----- | ----- | ------ | --------------- |
| Alemania Occidental | 21                        | 7                         | 0                         | 3                                  | 1                                  | 0                                  | 15             | 7              | 4              | 39    | 15    | 4      | 0.38            |

## Post-Retiro

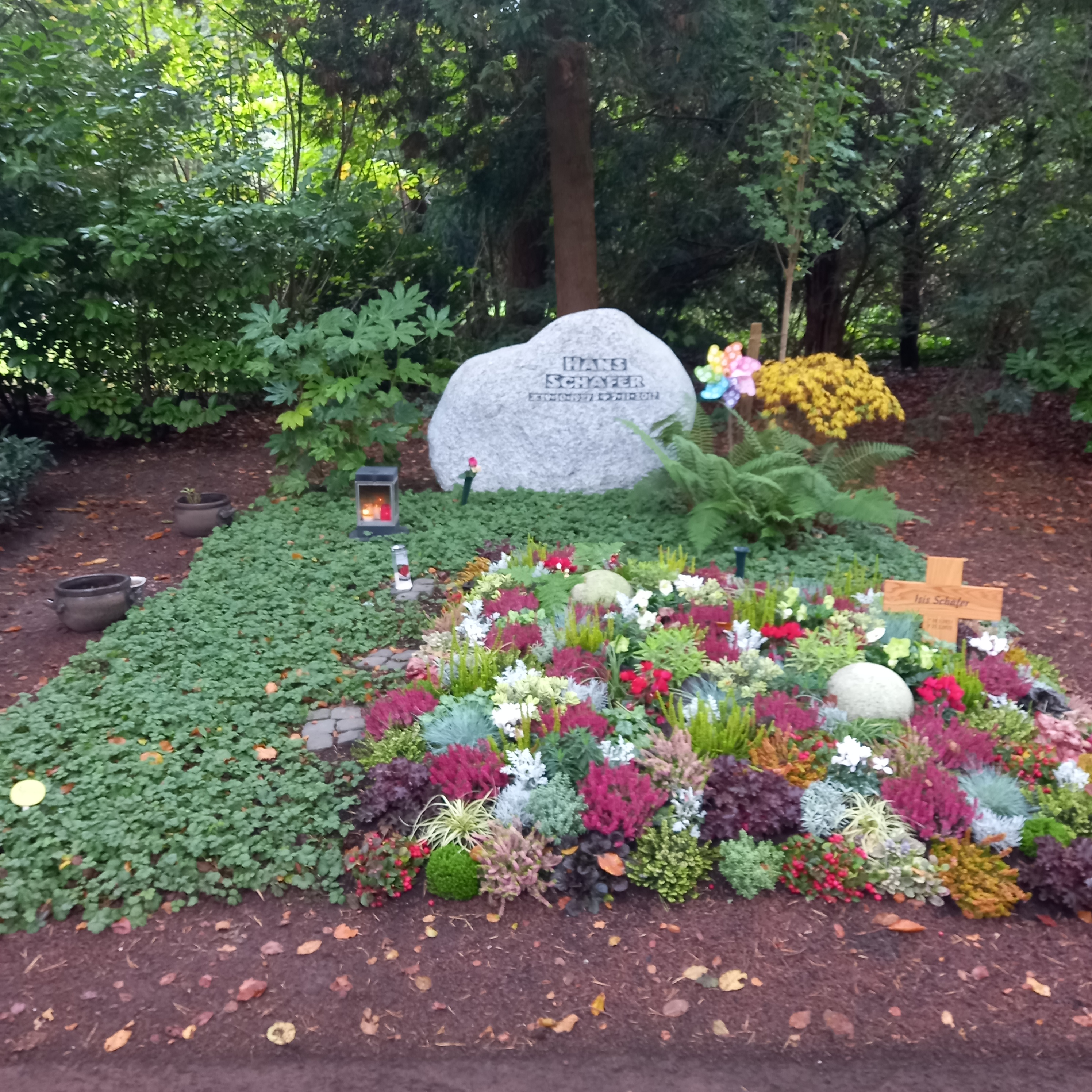
Tumba de Hans Schäfer, octubre de 2019

El 28 de abril de 1953, Hans Schäfer contrajo matrimonio con Isis Wolf (1931-2023), quien era hija del entonces presidente de árbitros de la Deutscher Fußball Bund (DFB). Schäfer, se convirtió en pasante en el departamento de perfumería de una sucursal de la empresa Kaufhof en Colonia.  A partir de 1956 dirigió una gasolinera en Colonia en la esquina de Lindenthalgürtel y Dürener Straße. En 1967, adquirió una segunda gasolinera en Bonner Wall. Hans, terminó arrendando ambas gasolineras.
De 1966 a 1969 fue entrenador asistente en el F. C. Colonia antes de dar permanentemente la espalda al negocio del fútbol, puesto que Hans, a diferencia de otros jugadores, prefería una vida lejos de los reflectores, decidió no ser presidente, gerente o entrenador de algún club, puesto que nunca buscó ser el centro de atención, por eso mismo, era complicado conseguir una entrevista con él, también era invitado a ceremonias y eventos referentes al "Milagro de Berna", cancelando la mayoría de ellas, Hans se alejó del ojo público con el tiempo. El exfutbolista, prefería vivir plenamente, y no mirar hacia atrás Schäfer decía:  "Vivo absolutamente en el presente".
Después de su carrera, se dedicó por completo a su trabajo como representante único de una empresa de servicios de promoción y publicidad, que había sido fundada originalmente por el presidente del club F.C. Colonia y promotor de Schäfer, Franz Kremer.  Schäfer fue miembro electo del consejo honorario de seis miembros del F. C. Colonia. Fue el padre de dos hijas, vivía en el distrito de Colonia de Lindenthal; murió el 7 de noviembre de 2017 a la edad de 90 años. 
Hasta el momento de su muerte, junto con Horst Eckel fue uno de los dos jugadores alemanes aun vivos del Milagro de Berna. Desde el fallecimiento del uruguayo Alcides Ghiggia el 16 de julio de 2015, Schäfer fue el campeón del mundo más longevo, con noventa años. 
 Su tumba se encuentra en el corredor 22 del Cementerio Sur de Colonia-Zollstock.

## Palmarés

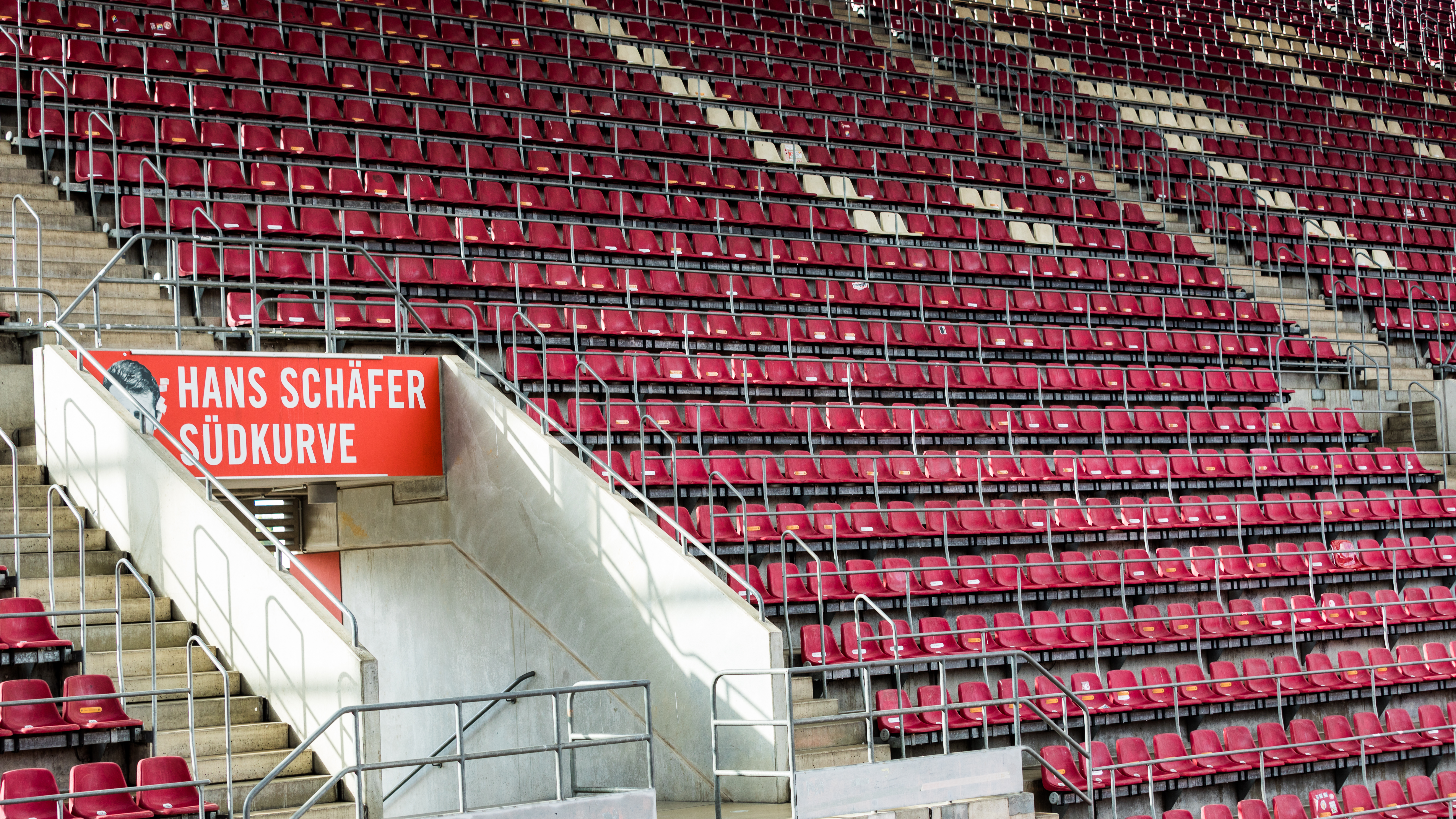
Hans Schafer en el Estadio del F. C. Colonia

### Clubes
- Campeón de la Bundesliga de 1962 y 1963-64.
- Campeón de la Copa de Alemania Occidental de 1952 y 1963[16]
- Subcampeón de la Bundesliga en 1960, 1963 y 1965.[17]
- Subcampeón de la DFB-Pokal en 1954[17]
- Ascenso (1949) a la Oberliga West

### Alemania Occidental
- Campeón de la Copa Mundial de la FIFA : 1954[18]

### Individual
- Futbolista del año (Alemania) : 1963[2]

## Honores
- En su honor, en agosto de 2018, se inauguró el "Hans Schäfer Südkurve" en el Estadio Rhein Energie,[19][3]
- En noviembre de 2018, en ocasión del 70.º  aniversario del F. C. Colonia , Schäfer fue incluido póstumamente en el salón de la fama del club, siendo el primer jugador en ser incluido en dicha lista[3]
- El 14 de noviembre de 2017, el seleccionado alemán realizó un minuto de silencio y utilizó cintas de luto, por la muerte de Hans Schäfer, en el partido contra la en ese entonces vigente subcampeona de Europa, Francia.[20]

## Películas
En el largometraje de 2003 "Das Wunder von Bern" (El milagro de Berna), Hans Schäfer fue interpretado por Martin Bretschneider.